# Procleomenes malayanus
Procleomenes malayanus är en skalbaggsart som beskrevs av Tatsuya Niisato 1985. Procleomenes malayanus ingår i släktet Procleomenes och familjen långhorningar. Inga underarter finns listade i Catalogue of Life.